# Dupleix (tàu tuần dương Pháp)
Dupleix là một tàu tuần dương hạng nặng của Hải quân Pháp thuộc lớp Suffren đã phục vụ trong Chiến tranh Thế giới thứ hai. Nó là chiếc tàu chiến thứ ba của Pháp được đặt tên theo vị Toàn quyền Ấn Độ thuộc Pháp vào Thế kỷ 18 Joseph François Dupleix.
Dupleix được đặt lườn vào ngày 14 tháng 11 năm 1929 tại Xưởng vũ khí Brest. Nó được hạ thủy vào ngày 9 tháng 10 năm 1930 và được đưa ra hoạt động vào ngày 7 tháng 7 năm 1932.
Dupleix được cho đặt căn cứ tại Toulon trong thành phần Đội 1 của Hải đội 1 Pháp. Vào năm 1937, nó được tái trang bị toàn bộ. Từ ngày 14 tháng 10 năm 1939 đến cuối tháng 1 năm 1940, nó cùng với tàu tuần dương Algérie hình thành nên Lực lượng X đặt căn cứ tại Dakar.
Đang khi tuần tra ngoài khơi Đại Tây Dương cùng các tàu khu trục Le Fantasque và Le Terrible, nó đã ngăn chặn và bắt giữ tàu hàng Đức Santa Fé vào ngày 25 tháng 10 năm 1939. Đến ngày 14 tháng 6 năm 1940, Dupleix tham gia Chiến dịch Samoyède bắn phá Genoa cùng với các tàu tuần dương chị em Foch và Colbert.
Sau khi Pháp đầu hàng, Dupleix ở lại cùng với Hạm đội Vichy tại Toulon. Khi Đức chiếm đóng Vichy Pháp, nó bị thủy thủ đoàn đánh đắm thành công vào ngày 27 tháng 11 năm 1942 trong vụ Đánh đắm Hạm đội Pháp tại Toulon. Tìm cách chiếm hữu chiếc tàu tuần dương một cách nguyên vẹn, các sĩ quan Đức đã vội vã lên tàu, gây áp lực lên thủy thủ đoàn Pháp ở các hầm bên dưới, và đã tìm thấy và khóa lại thành công các van lấy nước. Tuy nhiên, vị chỉ huy con tàu, thuyền trưởng Moreau, ra lệnh đốt các khối thuốc nổ tại các tháp pháo chính với kíp nổ rút ngắn, rồi khi chúng nổ gây ra các đám cháy, Moreau ra lệnh bỏ tàu. Việc phát nổ các quả ngư lôi dự trữ đã phá hủy toàn bộ con tàu, và nó đã cháy trong 10 ngày.
Người Ý đã cho nổi con tàu trở lại vào ngày 3 tháng 7 năm 1943, nhưng nó lại bị đánh chìm trong một cuộc không kích của Đồng Minh vào năm 1944.